# Vale Longo
Vale Longo ist ein Ort und eine ehemalige Gemeinde (Freguesia) im portugiesischen Kreis Sabugal. Die Gemeinde hatte 48 Einwohner (Stand 30. Juni 2011).
Am 29. September 2013 wurden die Gemeinden Vale Longo und Seixo do Côa zur neuen Gemeinde União das Freguesias de Seixo do Côa e Vale Longo zusammengeschlossen.